# Rhino Goutier
Rhino Goutier ('s-Hertogenbosch, 9 mei 2003) is een Nederlands voetballer die als middenvelder voor FC Den Bosch speelt.

## Carrière
Goutier deed de jeugdopleiding bij FC Den Bosch. Hij debuteerde 2 april 2023 in de thuiswedstrijd van FC Den Bosch tegen Willem II 0-2 en kwam in de 78e minuut het veld in voor Gedion Zelalem.
Op 20 april 2023 tekende Goutier zijn eerste profcontract bij FC Den Bosch. Het contract loopt tot 30 juni 2026.

## Statistieken
| Seizoen                   | Club           | Land           | Competitie     | Competitie | Competitie | Beker | Beker | Totaal | Totaal |
| Seizoen                   | Club           | Land           | Competitie     | Wed.       | Dlp.       | Wed.  | Dlp.  | Wed.   | Dlp.   |
| ------------------------- | -------------- | -------------- | -------------- | ---------- | ---------- | ----- | ----- | ------ | ------ |
| 2022/23                   | FC Den Bosch   | Nederland      | Eerste divisie | 1          | 0          | 0     | 0     | 1      | 0      |
| Carrièretotaal            | Carrièretotaal | Carrièretotaal | Carrièretotaal | 1          | 0          | 0     | 0     | 1      | 0      |
| Bijgewerkt op 10 mei 2022 |                |                |                |            |            |       |       |        |        |